# Burgenland
Burgenland (tyska: das Burgenland, ungerska: Burgenland, Őrvidék, Felsőőrvidék, Lajtabánság eller (i senare tid) Várvidék; slovakiska: Burgenland, Burgenlandsko, Hradsko, slovenska: Gradiščanska, serbokroatiska: Gradišće) är ett förbundsland (tyska: Bundesland) i östra Österrike som gränsar till Slovakien, Ungern och Slovenien samt förbundsländerna Niederösterreich och Steiermark. Huvudstad är Eisenstadt. Burgenland har drygt 300 000 invånare och är därmed Österrikes minst befolkade förbundsland.
Burgenland är Österrikes yngsta förbundsland. Fram till 1900-talet tillhörde Burgenland kungariket Ungern. Efter första världskriget, fick Ungern avträda fyra Komitate (ty. sing. Komitat, ungefär "distrikt") till republiken Österrike. Eftersom deras tyska namn alla slutade på -burg, bestämdes det att det nya förbundslandet skulle kallas för Burgenland.
De fyra komitatens namn på ungerska är Pozsony (slovakiska och slovenska: Bratislava eller Prešporok), Moson (slovakiska och slovenska: Mošoň eller Mošon), Sopron (slovakiska och slovenska: Šoproň eller Šopron) och Vas (slovakiska och slovenska: Vaš eller Železná), och [Komitat] Preßburg eller Pressburg, [Komitat] Wieselburg, [Komitat] Ödenburg och [Komitat] Eisenburg på tyska, och Comitātus Posoniēnsis, Comitātus Mosoniēnsis, Comitātus Soproniēnsis och Comitātus Castrifèrreus eller Comitātus Castriferreī på latin.

## Geografi
Burgenland är ett långsmalt land som sträcker sig längs den österrikiska östgränsen ca 165 km från norr till syd och vars smalaste del vid Sieggraben har en bredd på endast 4 km. Förbundslandet kan indelas i tre delar. Norra Burgenland tillhör det pannoniska bäckenet. Där ligger städerna Eisenstadt, Rust, Neusiedl och Mattersburg. Vid gränsen till Ungern ligger Neusiedlersjön, en stäppsjö som är omgiven av ett brett vassbälte. Vid dess östra strand inrättades 1993 nationalparken Neusiedler See-Seewinkel som fortsätter in i Ungern (Fertö-Hanság). Mellersta Burgenland utgörs av kuperat landskap med utlöpare från alperna (som till exempel Ödenburger Gebirge, Bernsteiner Gebirge och Günser Gebirge) vars centrum är Oberpullendorf. Södra Burgenland är lågkuperat. Viktiga städer är Oberwart och Güssing.

### Distrikt
Distrikten är i sin tur indelade i totalt 171 kommuner.
- Eisenstadt (stad som utgör eget distrikt)
- Rust  (stad som utgör eget distrikt)
- Neusiedl am See
- Eisenstadt-Umgebung
- Mattersburg
- Oberpullendorf
- Oberwart
- Güssing
- Jennersdorf

### Befolkning
Burgenland är det minst befolkade av Österrikes nio förbundsländer. I början av 2023 uppgick Burgenlands befolkning till 301 000 invånare. 
I Burgenland bor fyra autoktona minoriteter som utgör cirka 14 procent av befolkningen. Den största minoriteten är kroater (mellan 30 000 och 45 000 personer) som bor i språköar. Runt Oberwart bor den ungerska minoriteten (5 000 – 10 000 personer). Även roma och sinti har bott i Burgenland i flera hundra år. 
Även när det gäller religionen skiljer sig Burgenland från resten av Österrike. Visserligen tillhör majoriteten den katolska kyrkan, men protestanterna utgör 14 procent av befolkningen vilket är flerdubbelt så mycket som i andra förbundsländer. Det kan förklaras med att Burgenland – fram till 1921 – tillhörde Ungern där motreformationen inte slog så hårt som i Österrike.

## Politik
Burgenlands politiska styre regleras av förbundslandsförfattningen från 1982. Förbundslandets parlament är lantdagen med 36 ledamöter som väljs vart femte år. Lantdagen har sitt säte i huvudstaden Eisenstadt. Regeringschefen (tyska: Landeshauptmann) tillsammans med vice regeringschefen och 5 förbundslandsråd (tyska: Landesrat) bildar Burgenlands regering. Burgenland har 3 representanter i förbundsrådet.

## Historia
De äldsta fynd i området härstammar från mesolitikum (10 000 f.Kr.). Från och med den yngre stenåldern (cirka 5 000 f.Kr.) var området bebott av lantbrukare. Vinodling kan genom fynd påvisas så tidigt som 700 f.Kr. Kring 450 f.Kr. bosatte sig kelter i området som grundade ett centrum för järnindustri i distriktet Oberpullendorf. 15 f.Kr. införlivades området i Romarriket som en del av provinsen Pannonien. Under folkvandringstiden bosatte sig här hunner, goter, langobarder och slutligen avarer. Avarerna besegrades av kejsaren Karl den store kring 800 och landet kom under bayerskt välde tills det erövrades av ungrarna 907. Från och med 1000-talet utgjorde floderna Leitha och Lafnitz gränsen mellan Österrike (och Steiermark) och Ungern, idag bildar de gränsen mellan Burgenland och Niederösterreich respektive Steiermark. Mellan de ungerska byarna bosatte sig tyskspråkiga nybyggare och hantverkare och landet blev tvåspråkigt.
Under de osmanska krigen (1529 och 1532) drabbades området svårt. Till de skövlade landsdelarna hämtades kroater för att bosätta sig. De bibehöll sitt språk och bildar än idag språköar i det annars tyskspråkiga landet. 

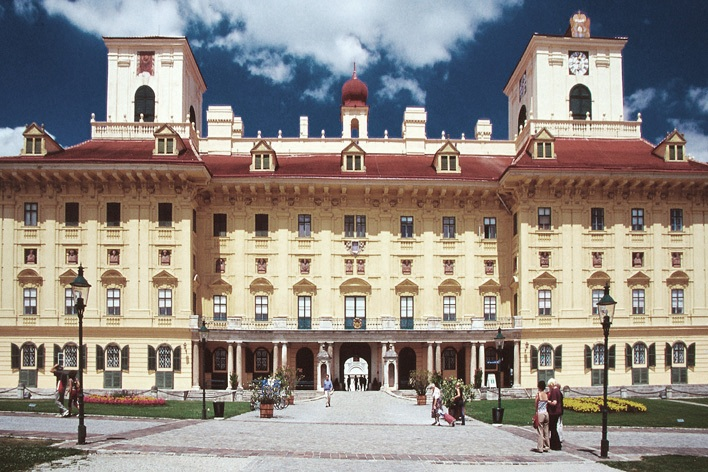
Slottet Esterházy i Eisenstadt.

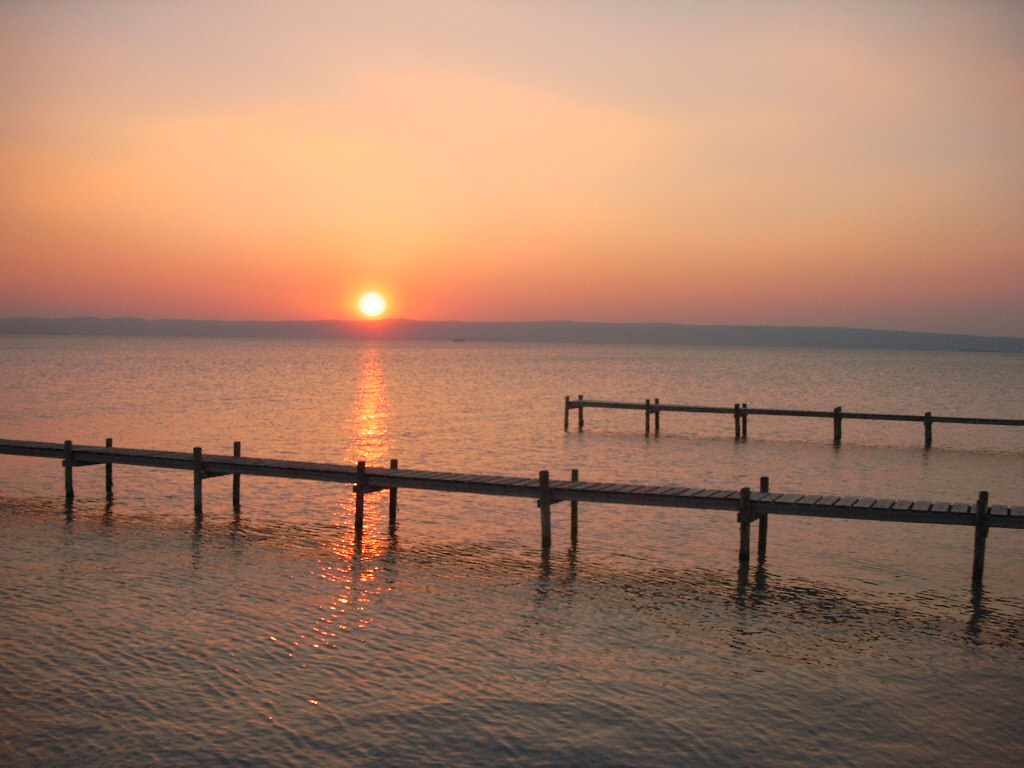
Neusiedlersjön vid Podersdorf.

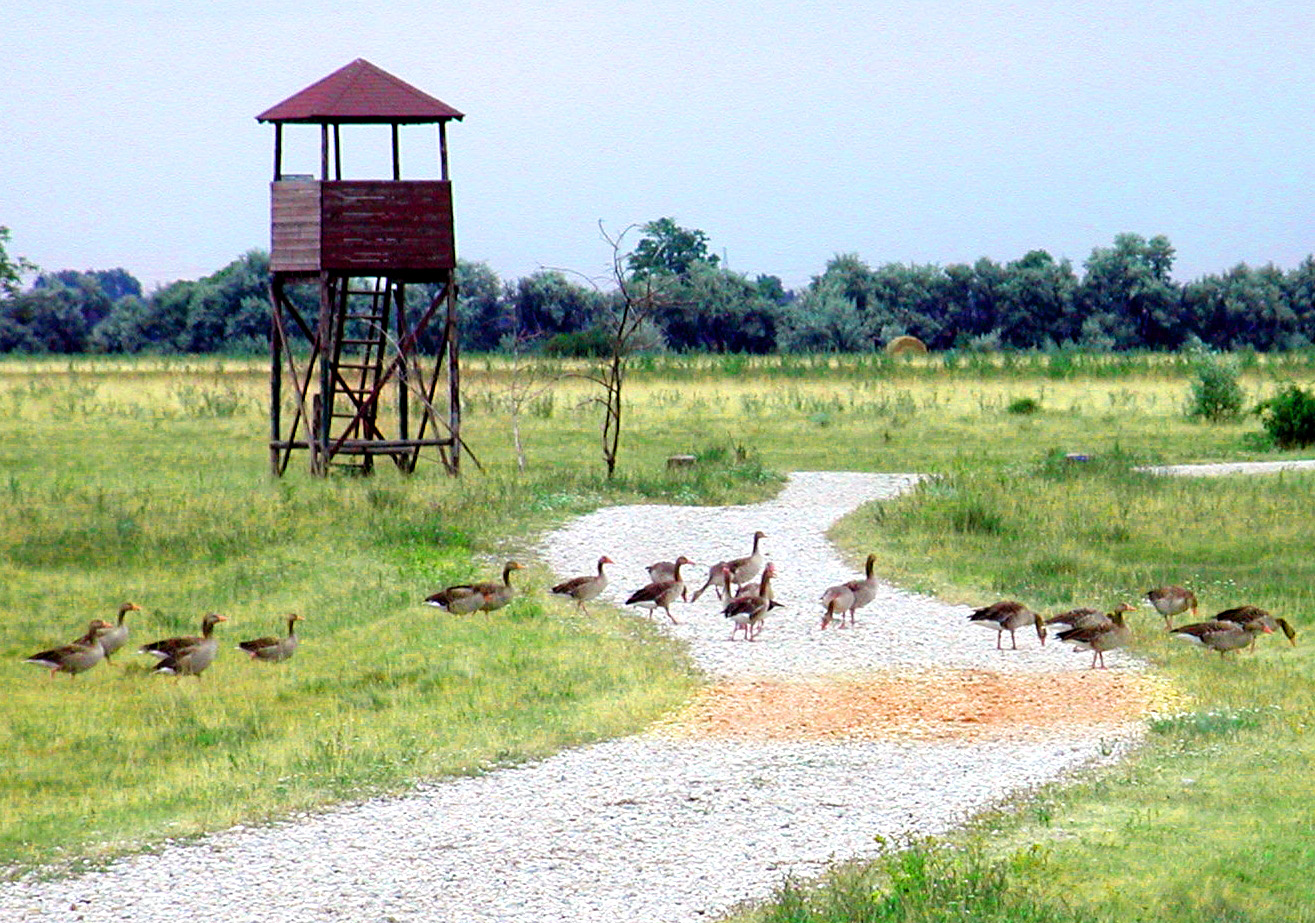
I nationalparken Neusiedler See-Seewinkel.

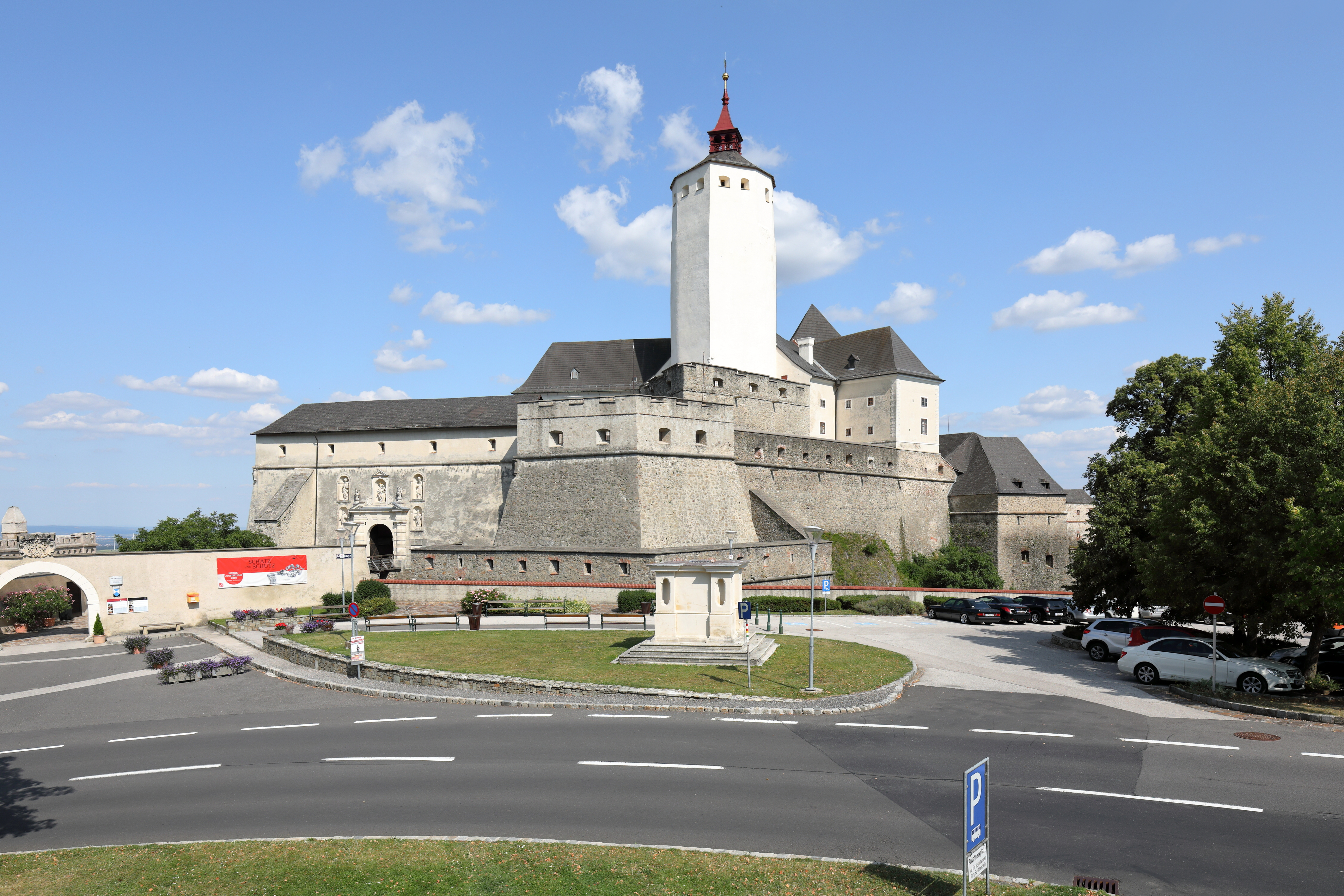
Borgen Forchtenstein.

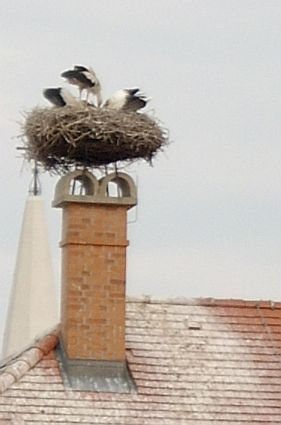
Häckande storkar.

Efter 1626 förvärvade de ungerska adelssläkterna Esterházy och Batthyány stora delar av dagens Burgenland. Ungern hade redan 1526 kommit under habsburgarnas välde. Landet tillhörde nu samma dynasti som grannen Österrike. Från och med 1600-talet förtätades de kulturella och ekonomiska banden mellan det västungerska området och Österrike. Framför allt ekonomiskt orienterade sig denna lantbruksregion mot Wien och de österrikiska industriområdena. Det var också anledningen till att många invånare krävde regionens anslutning till Österrike efter Habsburgväldets sönderfall 1918.
I freden i Saint-Germain 1919 bestämdes det att fyra västungerska komitat skulle avträdas till Österrike, men på grund av motstånd från Ungerns sida kom landet först 1921 under österrikiskt styre. Samtidigt hölls det en folkomröstning i staden Sopron (tyska Ödenburg) och dess omgivning vars befolkning röstade på att stanna i Ungern. Även omgivningarna till Sopron anslöts till Ungern trots att majoriteten där röstat för en anslutning till Österrike för att staden inte skulle vara ett isolerat ungerskt landområde. På så sätt förlorade det nya förbundslandet den tilltänkta huvudstaden och 1925 utsågs istället Eisenstadt till förbundslandets huvudstad. 
Efter Österrikes anslutning till Tredje riket upplöstes Burgenland och fördelades på Reichsgaue Niederdonau och Steiermark. 1945, efter Tredje rikets undergång, återupprättades förbundslandet. Burgenland tillhörde den sovjetiska ockupationszonen fram till statsfördraget 1955. Ekonomiskt betydde detta bland annat att återuppbyggnaden av ekonomin tog längre tid på grund av att utländska företag inte tilläts etablera sig eller investera i Burgenland och kom tillsammans med den avskurna gränsen mot Ungern att leda till att Burgenland hamnade i ett ekonomiskt eftersatt läge jämfört med övriga Österrike. 1957 byggde Ungern längs gränsen järnridån och förbindelserna mellan Burgenland och Ungern skars av. Först 1989 föll järnridån.

## Näringsliv
Burgenlands näringsliv präglades av landets läge som gränsland i öster. Landet är det fattigaste i Österrike. 1995 förklarades Burgenland därför som mål 1-område inom den Europeiska unionen. EU:s regionalstöd ges fram till 2013. Burgenland är förbundslandet med högst arbetslöshet i Österrike (2005: 9%) och ca 23 000 invånare pendlar ut, främst till Wien. 
Burgenland är traditionellt ett jordbruksland. I norra Burgenland dominerar vin- och fruktodlingar, i mellersta och södra Burgenland åkerbruk. Industrin är baserad på landets tillgångar och domineras således av livsmedelsindustri och träindustri. 
Sedan 1970-talet har turismen vunnit i betydelse. Antalet övernattningar har mer än fördubblats (1970: 1 milj – 2005: 2,5 milj.). Det viktigaste området är Neusiedlersjön, men även vattenkurorterna Bad Tatzmannsdorf och Jennersdorf är betydelsefulla.

## Kommunikationer
Järnvägsinfrastrukturen är ganska dålig. När järnvägen byggdes tillhörde Burgenland Ungern. Järnvägsnätet splittrades när gränsen drogs 1921 och förstördes delvis när järnridån byggdes. Det finns lokala linjer, delvis byggda efter 1925, men ingen huvudlinje med snabbtågtrafik.
Däremot är vägnätet väl utbyggt. Tre motorvägar (A2, A3 och A4) och två motortrafikleder (S4, S31) korsar landet. Motorvägen A2 sammanbinder södra Burgenland med Wien och Graz, A3 förbinder huvudstaden Eisenstadt med Wien och A4 går från Wien genom norra Burgenland till den ungerska gränsen.

## Kultur
I Burgenland som under lång tid var gränsland finns det många borgar och slott från gotikens och barockens tid. 
I Eisenstadt verkade Joseph Haydn under många år. Huset han bodde i är idag museum. 
Festivaler arrangeras i Mörbisch på sjöscenen (sjöfestspelen Mörbisch), i det romerska stenbrottet vid Sankt Margarethen im Burgenland (påskspelen och operafestivalen på sommaren), i slottet Kobersdorf och i borgen Güssing (teaterfestivaler).

## Sevärdheter
- I Burgenland finns många borgar och fästningar från medeltiden som t.ex.
  - Bernstein
  - Forchtenstein
  - Güssing
  - Lockenhaus
  - Schlaining
- Kulturhistoriskt intressanta städer är
  - Eisenstadt
  - Rust
  - Neusiedl am See
- Öster om Neusiedlersjön ligger
  - nationalparken Neusiedler See-Seewinkel och
  - kulturlandskapet Neusiedler See/Fertö som är världsarv.